# Miastko (województwo wielkopolskie)
Miastko – wieś w Polsce położona w województwie wielkopolskim, w powiecie leszczyńskim, w gminie Wijewo.

## Historia
Wieś pierwotnie związana była z Wielkopolską. Ma metrykę średniowieczną i istnieje co najmniej od XV wieku. Wymieniona po raz pierwszy w dokumencie zapisanym po łacinie z 1445 jako Myasthko.
W XV wieku miejscowość była miastem, a później ponownie stała się wsią. W 1462 leżała w powiecie kościańskim Korony Królestwa Polskiego. W 1510 należała do parafii Brenno, a w 1566 do parafii Włoszakowice.
Wieś została odnotowana w historycznych dokumentach. Była własnością szlachecką. W 1493 król Polski Jan Olbracht potwierdził rozgraniczenie dóbr dokonane przez komisarzy królewskich pomiędzy wsiami Włoszakowice, Koło i Miastko należąceych do sędziego poznańskiego Piotra z Opalenicy, a łanem Dominice należącego do zamku starostwa we Wschowie. W 1445 właścicielami wsi stali się bracia Andrzej i Wojsław Gryżyńscy synowie Jana z Gryżyny, którzy odziedziczyli je po bezpotomnej śmierci stryja Przybysława z Brenna, którego Miastko oraz okoliczne wsie były własnością. Tego samego roku Andrzej Gryżyński zapisał swojej żonie Annie ze Stęszewa po 400 grzywien posagu oraz wiana na swej części dóbr gryżyńskich, m.in. na Brennie oraz na Miastku. W 1481 odbył się podział majątkowy braci Mikołaja oraz Piotra Opalińskich w wyniku czego ten ostatni otrzymał 1/3 dóbr Włoszakowice, w tym m.in. również 1/3 Miastka. W 1520 majątek po chorążym poznańskim, a potem kasztelanie lędzkim Piotrze Opalińskim dziedziczą bracia Łukasz, Sebastian, Jan oraz Maciej. W 1534 ten ostatni zapisał żonie Jadwidze, córce wojewody poznańskiego Mikołaja z Lubrańca na Kujawach, po 1200 złotych posagu oraz wiana na swych dobrach, w tym m.in. na Brennie oraz Miastku.
Wieś odnotowują regesty podatkowe. W 1510 we wsi odnotowano 9 zagrodników oraz 3 opustoszałe zagrody. W 1566 miał miejsce pobór podatków z Miastka od 15 zagrodników oraz od karczmy dorocznej. W 1579 odbył się pobór od 14 zagrodników, 3 komorników i 16 rybaków.
W latach 1975–1998 miejscowość administracyjnie należała do województwa leszczyńskiego.
Zobacz też: Miastko, Miastkowo